# العالم حتى البارحة
العالم حتى البارحة: ما الذي نستطيع تعلمه من المجتمعات التقليدية؟ هو كتاب نُشِر عام 2012 من قبل المفكر الأمريكي جارد دايموند. يشرح فيه ما يمكن للعالم الغربي تعلمه من المجتمعات التقليدية، من ضمنها الطرق المختلفة لحل النزاعات، معاملة كبار السن، العناية بالاطفال، فوائد التكلم بلغات مختلفة وتخفيض كمية الملح المتناول.

## التقبل
تلقى كتاب العالم حتى البارحة آراء مختلفة. اعتبره آبي أو رايلي من صحيفة ذا إندبندنت من الكتب التي من الضروروي قراءتها والذي «ثبت موقع دايموند كأحد أكثر رواة التاريخ البشري اعتبارا وشجاعةً ودقةً.» كانت مراجعة ديفيد بروكس من النيويورك تايمز إيجابية بصورة عامة؛ ولكنه رثى قلة الإستشهاد بآراء السكان الأصليون في الكتاب، مطلقًا عليه «المبني للمجهول بغرابة.»
كانت آراء علماء الأنثروبولوجيا أقل إيجابية. قال أخصائي علم النبات العرقي وايد ديفيس ان نطاق الدروس التي نحصل عليها والأدلة الانثوغرافية المستخدمة لدعمها محدودة، ووصفه بانه «كتاب واعد ويعتبر ملخص لما هو جلي، الإثنولوجيا بالحكاية». اعترض قادة السكان الأصليون في بابوا الغربية ومنظمة الإنقاذ على توصيف دايموند للمجتمعات القبلية على انها عنيفة.